# 372
Правління Валентиніана I у Західній Римській імперії й Валента в Східній Римській імперії. У Китаї правління династії Цзінь. В Індії правління імперії Гуптів. В Японії триває період Ямато. У Персії править династія Сассанідів.
На території лісостепової України Черняхівська культура. У Північному Причорномор'ї готи й сармати. Історики VI століття згадують плем'я антів, що мешкало на території сучасної України десь із IV сторіччя. З'явилися гуни, підкорили остготів та аланів й приєднали їх до себе.

## Події
- Валентиніан I воює проти алеманів, квадів та сарматів, його підлеглі проти узурпатора Фірма в Африці та піктів у Британії.
- Гуни розбивають готів на Дністрі. Атанаріх відступає в Карпати.
- Августин Аврелій приймає маніхейство.
- Валентиніан I забороняє маніхейські зібрання.

## Померли
- Святий Микита.
- Сава Готський.